# Liste der Kulturdenkmale in Draschwitz (Grimma)
In der Liste der Kulturdenkmale in Draschwitz sind die Kulturdenkmale des Grimmaer Ortsteils Draschwitz verzeichnet, die bis Juli 2024 vom Landesamt für Denkmalpflege Sachsen erfasst wurden (ohne archäologische Kulturdenkmale). Die Anmerkungen sind zu beachten.
Diese Aufzählung ist eine Teilmenge der Liste der Kulturdenkmale in Grimma.

## Draschwitz
| Bild                                    | Bezeichnung                                                                                                  | Lage                       | Datierung             | Beschreibung | ID       |
| --------------------------------------- | --- | -------------------------- | --------------------- | --- | -------- |
| Direkt Bild zu diesem Denkmal hochladen | Häuslerhaus mit Anbau                                                                                        | Rugesteinstraße 22 (Karte) | Bezeichnet mit 1828   | Obergeschoss Fachwerk, Segmentbogenportal, von sozialhistorischer Bedeutung. Zweigeschossig, Erdgeschoss massiv, Obergeschoss Fachwerk, spätere Anbauten (eines davon im Obergeschoss ebenfalls in Fachwerk), Krüppelwalmdach, Türgewände in Naturstein mit Schlussstein (bezeichnet mit 1828), Giebel verschiefert. | 08974578 |
| Direkt Bild zu diesem Denkmal hochladen | Wohnhaus mit angebautem Seitengebäude eines ehemaligen Vierseithofes sowie Einfriedung des Vorgartens        | Zur Stichl 8 (Karte)       | Mitte 19. Jahrhundert | Gut gegliederter Putzbau, zwei Rundbogenfenster im Giebel, Zeugnis der bäuerlichen Bau- und Lebensweise im 19. Jahrhundert, bau- und heimatgeschichtlich von Bedeutung. Wohnhaus zweigeschossiger, verputzter Massivbau (Bruchstein im Erdgeschoss, Ziegelstein im Obergeschoss), drei Türgewände mit Verdachung in Sandstein, Fenstergewände in Sandstein, originale Putzgliederung, Holztraufe, Krüppelwalmdach, zum Teil originale Fenster. | 08974576 |
| Direkt Bild zu diesem Denkmal hochladen | Wohnhaus, daran angebautes Seitengebäude, Scheune, zweites Seitengebäude und Hofpflaster eines Vierseithofes | Zur Stichl 13 (Karte)      | Mitte 19. Jahrhundert | Geschlossen erhaltene Hofanlage, Zeugnis der ländlichen Bau- und Lebensweise im 19. Jahrhundert, schlicht gegliederte Putzbauten, zum Teil in Fachwerkbauweise, bau- und heimatgeschichtlich von Bedeutung. - Wohnhaus: zweigeschossig mit Drempel, verputzt, Massivbau, Fenstergewände im Erdgeschoss und Türgewände mit Schlussstein in Sandstein, Fenstersohlbänke im Obergeschoss in Sandstein, originale Putzgliederung, verputzte Ziegelsteintraufe, Satteldach - Stall: zweigeschossig, Erdgeschoss massiv, Obergeschoss Fachwerk, Holztraufe, Fenstergewände in Sandstein, Satteldach - Seitengebäude: zweigeschossige, verputzte Massivbauten, originale Putzgliederung, Türgewände in Sandstein, Fenstergewände zum Teil in Sandstein, Überfangbögen über Tore in Ziegelstein, Satteldach - Scheune: eingeschossiger, verputzter Massivbau, originale Putzgliederung, verputzte Ziegelsteintraufe, Satteldach, Überfangbögen der Tore in Ziegelstein | 08974573 |

## Tabellenlegende
- Bild: Bild des Kulturdenkmals, ggf. zusätzlich mit einem Link zu weiteren Fotos des Kulturdenkmals im Medienarchiv Wikimedia Commons. Wenn man auf das Kamerasymbol klickt, können Fotos zu Kulturdenkmalen aus dieser Liste hochgeladen werden:
- Bezeichnung: Denkmalgeschützte Objekte und ggf. Bauwerksname des Kulturdenkmals
- Lage: Straßenname und Hausnummer oder Flurstücknummer des Kulturdenkmals. Die Grundsortierung der Liste erfolgt nach dieser Adresse. Der Link (Karte) führt zu verschiedenen Kartendiensten mit der Position des Kulturdenkmals. Fehlt dieser Link, wurden die Koordinaten noch nicht eingetragen. Sind diese bekannt, können sie über ein Tool mit einer Kartenansicht einfach nachgetragen werden. In dieser Kartenansicht sind Kulturdenkmale ohne Koordinaten mit einem roten bzw. orangen Marker dargestellt und können durch Verschieben auf die richtige Position in der Karte mit Koordinaten versehen werden. Kulturdenkmale ohne Bild sind an einem blauen bzw. roten Marker erkennbar.
- Datierung: Baubeginn, Fertigstellung, Datum der Erstnennung oder grobe zeitliche Einordnung entsprechend des Eintrags in der sächsischen Denkmaldatenbank
- Beschreibung: Kurzcharakteristik des Kulturdenkmals entsprechend des Eintrags in der sächsischen Denkmaldatenbank, ggf. ergänzt durch die dort nur selten veröffentlichten Erfassungstexte oder zusätzliche Informationen
- ID: Vom Landesamt für Denkmalpflege Sachsen vergebene, das Kulturdenkmal eindeutig identifizierende Objekt-Nummer. Der Link führt zum PDF-Denkmaldokument des Landesamtes für Denkmalpflege Sachsen. Bei ehemaligen Kulturdenkmalen können die Objektnummern unbekannt sein und deshalb fehlen bzw. die Links von aus der Datenbank entfernten Objektnummern ins Leere führen. Ein ggf. vorhandenes Icon  führt zu den Angaben des Kulturdenkmals bei Wikidata.